# Station Langhus
Station Langhus is een station in Langhus in de gemeente Ski in Noorwegen. Het station  ligt aan Østfoldbanen. 
Langhus wordt bediend door lijn L2, de stoptrein tussen Skøyen en Ski.